# Aroa sienna
Aroa sienna är en fjärilsart som beskrevs av George Francis Hampson 1891. Aroa sienna ingår i släktet Aroa och familjen tofsspinnare. Inga underarter finns listade i Catalogue of Life.